# گیلرم دیاس
گیلرم دیاس آلوس (انگلیسی:Guilherme Dias Alves؛ متولد ۲۷ ژوئیه ۱۹۹۲) یک تکواندوکار برزیلیاست. وی در مسابقات قهرمانی تکواندو جهان ۲۰۱۳ که در شهر پوئبلا کشور مکزیک برگزار شد، در وزن ۵۸ کیلوگرم مدال برنز گرفت.